# Reitbeteiligung
Von einer Reitbeteiligung wird gesprochen, wenn neben dem Besitzer eines Pferdes eine weitere Person ein Nutzungsrecht an dem Pferd ausübt. Im Fahrsport gibt es analog die Fahrbeteiligung.
Eine Reitbeteiligung ist ein Vertrag zwischen dem Besitzer und dem Reiter. In der Umgangssprache wird der Begriff Reitbeteiligung auch für die Person, die das Nutzungsrecht ausübt, verwendet. Für das Zustandekommen einer Reitbeteiligung gibt es verschiedene Gründe. Die beiden wichtigsten sind Zeit- und Geldmangel des Besitzers. Im Gegensatz zu einer Eigentümergemeinschaft, bei der das dingliche Recht am Pferd mehreren zusteht, ist ein Reitbeteiligungsverhältnis allein eine schuldrechtliche Beziehung zwischen den Beteiligten.
Von einer Reitbeteiligung abgegrenzt werden muss der Fall, in dem der Besitzer das Pferd vermietet, wie es zum Beispiel bei Schulpferden der Fall ist, und der Beritt, bei dem der Reiter für seine Arbeit mit dem Pferd ein Entgelt erhält.

## Haftung und Versicherung im deutschen Recht
Wird kein Vertrag über die Reitbeteiligung abgeschlossen, haftet der Besitzer des Pferdes für jegliche durch sein Pferd verursachten Körper-, Sach- und Vermögensschäden auch dann, wenn sie während der Nutzung des Pferdes durch die Reitbeteiligung entstanden sind.

### Gelegentliche Nutzung eines Privatpferdes
Die Absicherung bei gelegentlicher und unentgeltlicher Nutzung eines Privatpferdes erfolgt über die Tierhalterhaftpflichtversicherung, sofern das Fremdreiterrisiko mit eingeschlossen ist. Dies ist in den meisten Policen der Fall. Auch in diesem Fall ist es allerdings für den Besitzer von Vorteil, die Anforderungen an den Umgang mit dem Pferd und die Klärung der Haftung im Schadensfall schriftlich festzuhalten.

### Regelmäßige Nutzung eines Privatpferdes
Es gibt Haftpflichtversicherer, die auch bei regelmäßiger unentgeltlicher Nutzung den Versicherungsschutz über das sogenannte Fremdreiterrisiko (mitunter auch Gastreiterrisiko) bieten. Eine Reitbeteiligung ist jedoch kein Fremdreiter, welcher sich durch die einmalige, gelegentliche oder unregelmäßige Nutzung eines Privatpferdes definiert, sondern sie wird, was die Haftungsfrage bei Eigenschäden durch das Pferd angeht, dem Tierhalter gleichgestellt. Das heißt, sie kann den Tierhalter für entstandene Schäden nicht in Regress nehmen (dieser Haftungsausschluss erstreckt sich nicht auf die Sozialversicherungsträger, welche sich im Regelfall an den Haftpflichtversicherer des Tierhalters wenden).